# Vessioli (Abadzékhskaia)
Vessioli - Весёлый (rus) - és un khútor que pertany al municipi d'Abadzékhskaia (República d'Adiguèsia, Rússia). Es troba a la vora esquerra del riu Bélaia, a 14 km al sud de Tulski i a 26 km al sud de Maikop.